# Ceja de Bolitas
Ceja de Bolitas är en ort i Mexiko.   Den ligger i kommunen Lagos de Moreno och delstaten Jalisco, i den centrala delen av landet, 400 km nordväst om huvudstaden Mexico City. Ceja de Bolitas ligger 1 879 meter över havet och antalet invånare är 251.
Terrängen runt Ceja de Bolitas är varierad. Runt Ceja de Bolitas är det ganska glesbefolkat, med 48 invånare per kvadratkilometer. Närmaste större samhälle är Lagos de Moreno, 10,7 km nordost om Ceja de Bolitas. I omgivningarna runt Ceja de Bolitas växer huvudsakligen savannskog.